# Jodie Taylor

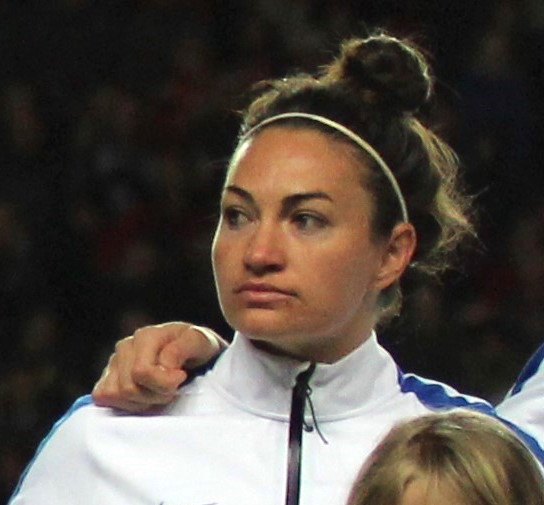
Jodie Taylor 2015.

Jodie Taylor, född den 17 maj 1986 i Birkenhead, är en engelsk fotbollsspelare (anfallare) som spelar för Arsenal LFC. Hon har tidigare spelat för bland annat Kopparbergs/Göteborg, Birmingham City samt amerikanska och australiska klubbar.

## Landslagsmeriter
Taylor var en del av det engelska landslag som tog brons i VM i Kanada år 2015. Hon gjorde mål i kvartsfinalen mot Kanada och var därmed högst bidragande till att landet tog sig till sin första VM-semifinal.
I EM i Nederländerna år 2017 blev Jodie Taylor tremålsskytt i premiärmatchen mot Skottland, en match som England till slut vann med 6-0. Det var blott den tredje gången en spelare gjort ett hat-trick i ett europamästerskap för damer, senast det hände var 20 år tidigare i EM i Norge och Sverige år 1997. Hon utsågs också till matchens bästa spelare. Taylor blev även målskytt i den andra gruppspelsmatchen mot Spanien och avgjorde kvartsfinalen mot Frankrike med sitt 1-0-mål.